# Userkara
Userkara, alternativt stavat Userkare och Weserkare, var en farao under Egyptens sjätte dynasti. Han anses ha varit en usurpator som härskade under en kort tid omkring 2300 f. Kr. efter att han lyckades gripa makten när farao Teti mördades av sina livvakter.
Userkara nämns endast på Abydoslistan från 19:e dynastin och nämns inte av Manetho, som dock berättade att Teti mördades av sina livvakter. Detta har gett upphov till teorin att Userkara tillgrep tronen efter mordet, men det är möjligt att Userkara helt enkelt var offer för damnatio memoriae efter sin död. Turinpapyrusen är skadad där Userkaras namn skulle stått.
Han regerade endast i 2-4 år innan Tetis son Pepi I lyckades överta tronen. Det finns indikationer att en av Tetis hustrur, drottning Chentkaus II kan ha varit Userkaras mor, och i så fall var han troligen son till farao Teti.
På grund av sin korta regeringstid hann Userkara troligen inte påbörja någon pyramid och hans begravningsplats har inte hittats.